# Kendra Smith (wrestler)
Kendra Smith (Denver, 30 ottobre 1981) è una wrestler statunitense.
È stata sotto contratto con la World Wrestling Entertainment (WWE) e militava nel settore di sviluppo NXT con il ring name di Kendall Skye.

## Carriera
Kendra ha avuto esperienze come stuntman, nel pro wrestling, MMA e kickboxing. La ragazza ha una laurea in recitazione della Università Newyorkese del Tisch School of the Arts ed è una trainer certificata dell'American College of Sports Medicine.

### WWE

#### NXT (2012 - 2014)
Nel febbraio 2013, Kendra Smith firma un contratto con la WWE e viene mandata nel settore di sviluppo di NXT.
Dal 5 giugno 2013, svolge il ruolo di Ring Announcer di NXT.
Dopo svariati mesi passati ad allenarsi e ad apparire solamente negli house show, Kendra Smith viene licenziata dalla WWE il 19 settembre 2014.